# Alfarería en la provincia de Huesca

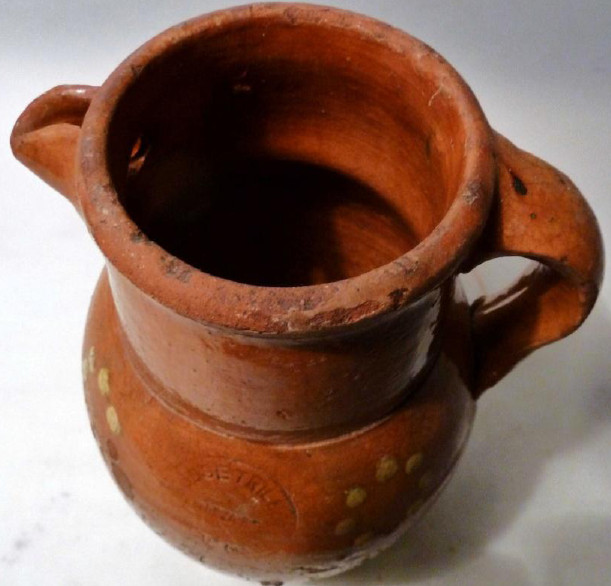
Jarra de vino o 'pichela' altoaragonesa de Naval, totalmente barnizada y con pico vertedor -sobrepuesto en el exterior de la pared de la vasija- que comunica con el interior por un orificio circular". Altura: 17,50 cm.

La alfarería en la provincia de Huesca (España) reúne el conjunto de la obra artesanal producida con limitada o primitiva tecnología y tosca elaboración, en un contexto social familiar y para uso utilitario y funcional. Se incluyen también en el conjunto los materiales arqueológicos de la cerámica de las culturas de los pueblos ibéricos y la Hispania romana. Tuvo importantes centros de ollería y cantarería en los focos de Naval, Fraga, Bandaliés y Tamarite de Litera, algunos aún activos en el siglo xxi.

## Historia
El capítulo arqueológico recoge materiales de diversos yacimientos, como el del Cerro de las Mártires (en la parte noroeste de la ciudad de Huesca), con restos de jofainas, ataifores, jarras y otras piezas del periodo musulmán en la zona. Del periodo medieval cristiano queda noticia del fallo de Jaime I en favor del conjunto urbano eclesiástico y en contra de los alfareros, ratificado en 1297 por Jaime II.
También es de destacar la personalidad de los cántaros altoaragoneses, así, por ejemplo los ejemplares de Tamarite de Litera, Albelda, Jaca, Huesca e, incluso, el de Asso-Veral, algunos de ellos pintados por Miguel Viladrich en sus cuadros regionalistas conservados en la Hispanic Society de Nueva York.
En el campo de la azulejería mudéjar debe mencionarse la obra del suelo de la capilla del Sacramento de la catedral de Huesca.

## Alfares más importantes
Entre los más productivos en el campo de la ollería y aun activos, puede destacarse quizá el foco de Naval, con un claro origen morisco desde el inicio del siglo xvii, y documentado en 1849. Todavía en el primer tercio del siglo xx Naval conservaba 40 alfares; en 1940 el censo había disminuido, 22 maestros alfareros en 14 talleres; y en la década de 1970, el éxodo rural llevaría a la práctica desaparición de las alfarerías, conservándose activos los alfares de los Echevarría y la familia Buetas. A partir del año 2002 se inicia la recuperación de la artesanía cerámica con la puesta en marcha del Centro de Interpretación de la Alfarería de Naval, instalado en el antiguo alfar de Pedro Salanova, que incluyó un museo de cacharrería local. Son representativas piezas tradicionales como la pichela (curiosa jarra vinatera), los «pucheros de cuerpo alargado, vidriados por dentro y por fuera» y decorados con círculos pinteados en verde («cordoncillo y pezones»), así como las cazuelas, escurrideras y platos tortilleros.
Otro foco histórico es Bandaliés, con un estilo decorativo similar al de Naval pero con doble cocción de las piezas. Se conservan ejemplares datados en 1878, y entre los alfareros más activos en el siglo xx se menciona a Mariano Carrera, Manuel Guardia Porta y Julio Abió. La pieza más singular de su ollería es quizá la «olla de boda vidriada y decorada con cordones de barro», vasija ritual que la madre del novio entregaba a su hijo el día de su boda llena de productos en conserva provenientes de la matanza.
También ha conservado actividad alfarera Tamarite de Litera al este de la provincia, productor de su característico cántaro panzudo con dos asas hecho a torno, por artesanos como Florencio Maull Verdiell, y su cacharrería para agua, sin vidriar y pintada con óxido de manganeso. Otro alfar activo en la zona se localiza en Serraduy, en el taller de Marta Danés, establecida en Serraduy desde 1994.

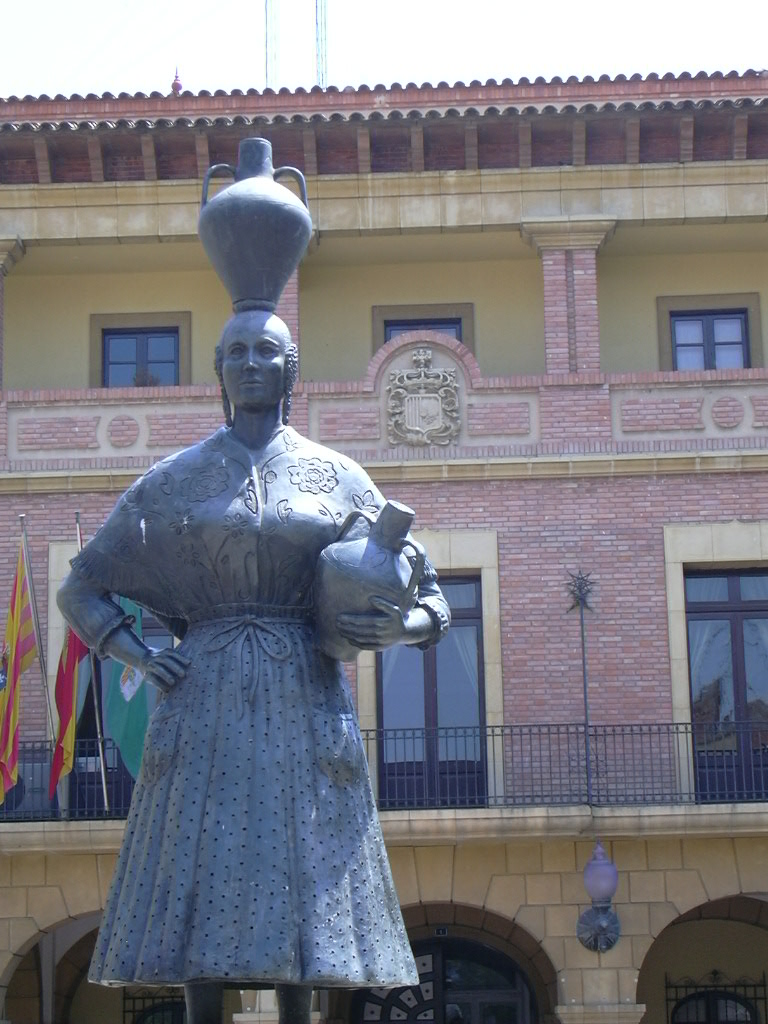
Monumento a la «dona de faldetes», aguadora fragatina.

Al sur de la provincia, destaca la cantarería de Fraga por su antigüedad documentada y referida en las colecciones de la Sociedad Hispánica de América, de Nueva York, y los posteriores estudios realizados por Violant i Simorra y por Llubiá en 1951, y de forma monográfica por Álvaro Zamora, que rastreó la influencia y difusión de la alfarería fragatina en la vecina Cataluña, especialmente en la capital leridana. Ya en el siglo xx destacaron familias alfaretas como los Arellano (ganadores en 1976 del Premio Nacional de Cerámica, y autores de la escultura "Monumento a la mujer fragatina", donada al ayuntamiento de Fraga en 1982), o Arturo Margalló.

## Alfares desaparecidos
Seseña, Rubio Celada y González-Hontoria mencionan alfarería provincial extinguida en varias localidades cercanas a Barbastro, como Sarsamarcuello (con artesanos procedentes de Calanda y abundante producción de cántaros y otras piezas para el agua), Abiego, Cuatrocorz, La Puebla de Castro, que también elaboraron tinajas,  cuencos (cuezos), ‘mondongueros’, bebederos, macetas y canales de tejas. Al norte de la provincia fue importante el foco de Jaca, con cántaros, ollería y el ‘rajo’, un modelo peculiar del típico rallo navarro-aragonés, o botija con asas. Otras ollerías oscenses desaparecidas se localizan en Abizanda, Ayerbe, Biescas, Casbas y Huesca capital (con su cantarería de torno, ollería y cerámica estannífera).